# Roeslan Gelajev
Roeslan Germanovitsj Gelajev (Russisch: Руслан Германович Гелаев) (Komsomolskoje, Sovjet-Unie, 1964 - 28 februari 2004) was een Tsjetsjeense vrijheidsstrijder. Hij werd vooral bekend onder de naam Hamzat (Хамзат) Gelajev. Hamzat Gelajev was een veldcommandant van de Tsjetsjeense verzetsbeweging tegen Rusland. Hij was een van de eerste Tsjetsjeense strijders die de hoogste Tsjetsjeense onderscheiding heeft gekregen, de Kioman Syi (Honor of the Nation) van de Tsjetsjeense republiek van Itsjkerië. Onder de Russen verkreeg hij de bijnaam "Zwarte Engel".
Ten tijde van de Sovjet-Unie was Galejev een verkeersagent. In 1992 kwam hij met honderden Tsjetsjeense strijders naar Abchazië tijdens de Abchazische onafhankelijkheidsoorlog tegen Georgië. Onder deze strijders bevond zich ook Sjamil Basajev. Toen hij terugkeerde naar Tsjetsjenië sloot hij zich aan bij het Tsjetsjeense leger. 
In april 1997 werd Gelajev minister-president onder president Aslan Maschadov en later minister van defensie. Tijdens deze periode verrichtte Gelajev ook de Islamitische pelgrimstocht naar Mekka en nam hij de naam Hamzat aan. 
Tijdens de Tweede Tsjetsjeense Oorlog kwam Gelajev in contact met maffibaas Arbi Barajev, die hem hulp beloofde. Gelajev liep echter in een Russische hinderlaag en moest zich terugtrekken.
Op 28 februari 2004 werd Gelajev gedood op de grens van Dagestan en Georgië, toen hij vanuit Dagestan naar het ‘veilige’ Georgië probeerde te komen. 